# ナパニュマ
『ナパニュマ -アマゾン原住民と暮らした女-』（ナパニュマ アマゾンげんじゅうみんとくらしたおんな、原題：イタリア語: Yanoáma: dal racconto di una donna rapita dagli Indi）は、1965年にイタリアで出版されたノンフィクション。日本語版は1984年に出版された。メスティーソの少女エレナ・ヴァレロが1933年にブラジルでヤノマミ族に誘拐されてから、1956年にベネズエラで文明社会に戻るまでの自伝を、イタリアの人類学者エットーレ・ビオッカが聞き取って記述した。

## 概要
イタリアの人類学者エットーレ・ビオッカはヤノマミ族の習俗を調査する目的でベネズエラ入りし、その過程で「何十年もの間ヤノマミ族で暮らしていた白人女性」としてエレナ・ヴァレロを紹介される。彼は1962年から翌63年にかけてエレナにヤノマミ族の習俗について質問をするが、その答えは彼女の経験という形で語られた。ビオッカは同様の質問を複数回彼女に尋ねるが、毎回同じ答えが返ってきたため、その信頼性の高さを確信した。ビオッカはエレナの口述を録音したテープから、ヤノマミ族での彼女の経験・証言をまとめた。
エレナの父カルロス・ヴァレロはスペイン系白人、母は名前が明らかでないがトゥカノ系インディオの出身とされ、エレナ自身は白人ではなくメスティーソにあたる。作中では白人として描写され、ヤノマミ族からも自分たちより肌が白いことから「ナパニュマ」（白い女）と呼ばれている。

### 各言語版での相違
- イタリア語による初版は1965年に出版された。巻末にビオッカとルイス・コッコが撮影したヤノマミ族の写真62枚が収められている。
- フランス語版は1968年に出版された。
- 英語版『Yanoama: The Narrative of a White Girl Kidnapped by Amazonian Indians』は1971年に出版された。
- 1984年にベネズエラで発行されたスペイン語版『Yo soy Napëyoma : relato de una mujer raptada por los indígenas yanomamɨ』は、エレナ自身を著者とし、巻頭にエレナとその息子の近影があるほか、イタリア語初版発行以降の近況についても触れられている。エミリオ・フエンテス編、ラ・サール自然科学財団発行、製本はA4判ペーパーバック。
- 日本語版は1984年にエレナ自身を著者とし、竹下孝哉と金丸美南子の訳で10か国語目として早川書房から上下巻に分けて出版された[3][4][5]。並製本で写真は少なく、イラストが挿絵として用いられている。

## あらすじ

### 第1部
エレナ・ヴァレロはブラジル北部のアマゾナス州タラクアのミッションスクールに通っていたが、そのスクールが「インディオのためのもの」という理由で退学になってしまう。その後1年ほど同州マラビタナスで暮らしていたが、ディミティ川沿いに家を建てていたおじがそこを引き上げるというので、一家はその家を譲り受けることとなった。
おじが引き上げてきた4日後の早朝にはマラビタナスの自宅を出発し、舟でディミティ川沿いの家を目指した。家は川岸から少し離れたところにあり、いざ父カルロスが岸に上がってみるとヤノマミ族の一部族であるコホロシウェタリの襲撃を受ける。舟に乗って急いで川下に戻るが、岸から攻撃されたため、一家は森の中に逃げる。エレナ以外の家族は何とか逃げ切って2日後に合流し、マラビタナスに戻れたものの、エレナだけがコホロシウェタリに捕まってしまう。その後さらにコホロシウェタリがカラウェタリに襲撃され、その後もカラウェタリ、シャマタリを渡り歩き、シャマタリでのとある事件をきっかけに、7か月にわたる長い密林の逃避行を経てナモエテリに遭遇する。

### 第2部
エレナはナモエテリで暮らし始める。初潮を経て、族長のフシウェの5番目の妻となる。フシウェとの間に3人の子（女児（夭逝）、長男マラマウェ（後にホセ）、次男カリョナ（後にマノエル））を成す。フシウェはエレナに多くの物語や神話を口伝する。
次男が生まれてから1、2年後、フシウェは対立する部族に殺される。

### 第3部
フシウェの死後、敵対する部族が復讐を恐れて息子たちを殺そうとする。エレナは息子たちを連れて離れた部族に逃げようとする。
しばらくしてエレナはアカウェという粗野な男と結婚し、さらに2人と子（三男ホシウェイウェ（後にカルリーニョス）、四男バラキ（後にジョバンニ））をもうける。アカウェは複数の部族を渡り歩き、一家の生活は安定しない。エレナはオリノコ川沿いで白人の材木商を頼り、4人の子供と夫アカウェを連れて文明社会に逃げる。アカウェはすぐに森に戻るが、エレナはベネズエラに引っ越していた家族とも再会を果たす。しかし家族は野蛮になったエレナとその子供たちに冷淡だった。ブラジルのマナウスに引っ越し、家政婦として働き始めるが、生活は苦しいままである。

## その後
文明社会に馴染むことができなかったエレナは、子供たちとともにベネズエラに戻り、1971年、知己のあったサレジオ会の神父ルイス・コッコの手引きでオカモ川沿いのカトリックの伝道所で働き始める。
その後は長くベネズエラ・アマゾナス州の保護区で、カトリックミッションとヤノマミ族の集落の中間に住んだ。
ホセ・アントニオ・カレラのレポートによると、1994年には彼女はすでに白内障を患い盲目で、貧窮していたという。
2002年、エレナは約80歳で死去した。